# Elymus

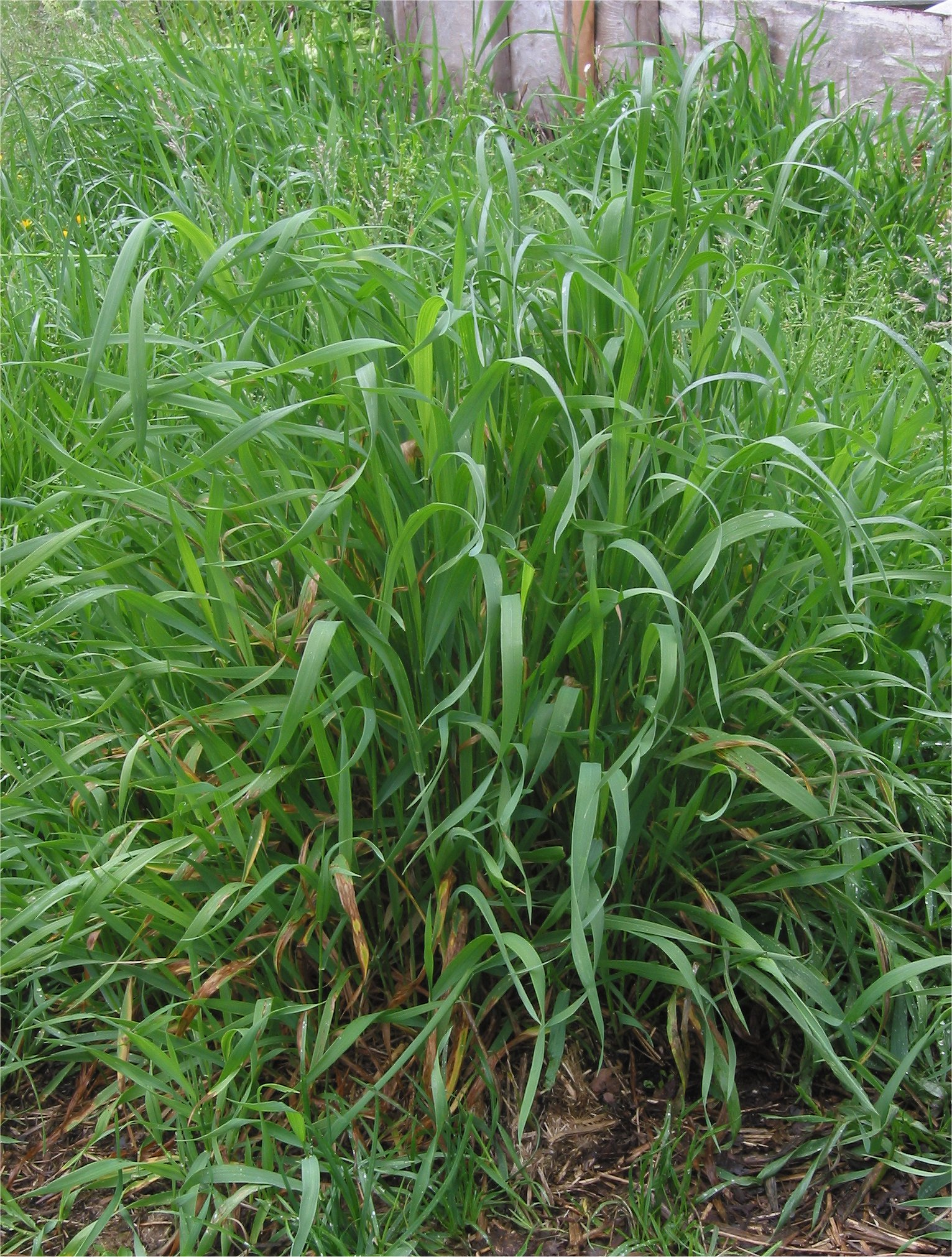
Mata d'Elymus repens

Elymus és un gènere de plantes de la família de les poàcies, ordre de les poals, subclasse de les commelínides, classe de les liliòpsides, divisió dels magnoliofitins, dits popularment gram f. o agram m..
Aquest gènere comprèn diverses espècies d'herbes perennes natives del desert del Gobi i la província de Qinghai, en el nord de la Xina.

## Descripció
De caràcter xeròfit, són de les poques plantes que es fan a l'extremada aridesa de la regió, amb sòls petris i pluges infreqüents. Creixen en mates de troncs erectes i glabres de fins a 70 cm d'alçada, sense ramificacions visibles, que broten de dos o tres nodes basals. No tenen roseta a la base; les fulles són lineals i estretes, d'uns sis mil·límetres d'ample i fins a dinou centímetres de llarg, i amb formes variants depenent de les espècies.
Són hermafrodites, amb flors d'ambdós gèneres en espiga única. Aquesta pot fer 12 cm de llarg i 8 mm d'amplada i és erecta o corbada, amb diverses espiguetes i nodes interns densament pilosos. Les flors tenen tres estams i anteres de dos a tres mm de llargada; l'ovari és pilós.
Són hexaploides, amb 42 jocs de cromosomes.

## Taxonomia
(selecció)
- Elymus acicularis Suksd.
- Elymus ambiguus Vasey et Scribn.
- Elymus antarcticus Hook.
- Elymus aristatus Merr.
- Elymus australis Scribn. et C. R. Ball
- Elymus brachystachys Scribn. et C. R. Ball
- Elymus caninus (L.) L.
- Elymus condensatus J. Presl
- Elymus desertorum Kar. et Kir.
- Elymus edentatus Suksd.
- Elymus elongatus (Host) Runemark
- Elymus farctus (Viv.) Runemark ex Melderis
- Elymus hanseni Scribn.
- Elymus hirtiflorus Hitchc.
- Elymus lechleri Steud.
- Elymus marginalis Rydb.
- Elymus mollis R. Br.
- Elymus parishii Burtt Davy et Merr.
- Elymus pendulosus H. J. Hodgs.
- Elymus petersonii Rydb.
- Elymus pungens (Pers.) Melderis
- Elymus repens (L.) Gould = Agram prim, Elytrigia repens Nevski
- Elymus salinus M. E. Jones
- Elymus saundersii Vasey
- Elymus saxicola Scribn. et J. G. Sm.
- Elymus simplex Scribn. et T. A. Williams
- Elymus stigosus Rydb.
- Elymus velutinus Scribn. et Merr.
- Elymus villiflorus Rydb.
- Elymus villosus Muhl. ex Willd.
- Elymus virginicus L.
- Elymus vulpinus Rydb.

(vegeu-ne una relació més exhaustiva a Wikispecies)

## Sinònims
(Els gèneres marcats amb un asterisc (*) són sinònims probables)

(Els gèneres marcats amb dos asteriscs (**) són sinònims possibles)
Anthosachne Steud., 
*Asperella Humb.,
Braconotia Godr.,
Campeiostachys Drobow,
Chretomeris Nutt. ex J. G. Sm., nom. inval., 
Clinelymus (Griseb.) Nevski,
*Cockaynea Zotov,
Crithopyrum Steud., nom. inval., 
Cryptopyrum Heynh., nom. inval., 
×Elysitanion Bowden, 
*Elytrigia Desv., 
**Festucopsis (C. E. Hubb.) Melderis, 
Goulardia Husn., 
Gymnostichum Schreb., 
Hystrix Moench, 
**Kengyilia C. Yen i J. L. Yang,
**Pascopyrum Á. Löve,
**Peridictyon Seberg i cols., 
Polyantherix Nees, 
**Pseudoroegneria (Nevski) Á. Löve, 
*Roegneria K. Koch,
Semeiostachys Drobow,
*Sitanion Raf.,
Sitospelos Adans.,
**Stenostachys Turcz.,
Terrellia Lunell,
**Thinopyrum Á. Löve.

## Hibridacions
Espècies del gènere Elymus s'han hibridat amb varietats comercials d'altres cereals per obtenir noves varietats amb adaptacions a diversos factors ecològics limitants.